# 維翁祖夫
維翁祖夫是波蘭的城鎮，位於該國西南部，距離首府弗罗茨瓦夫37公里，由下西里西亞省負責管轄，面積9.16平方公里，海拔高度173米，2006年人口2,230。
50°48′55″N 17°12′13″E / 50.81528°N 17.20361°E